# Сервокомпенсатор

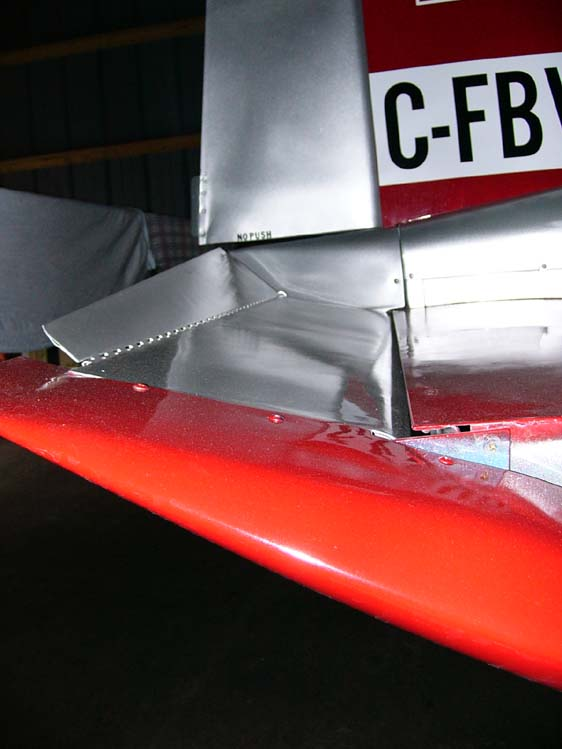
Сервокомпенсатор на кермі висоти легкого багатоцільового літака AA-1 Yankee

Сервокомпенсатор — невеликий шарнірний пристрій, встановлений на поверхнях керування літальним апаратом, щоби сприяти переміщенню цих поверхонь, наприклад керма напрямку.
Інакше — (від лат. servus - раб, слуга і compensatio - відшкодування, врівноваження), це кермова поверхня, що становить частину поверхні основного органу керування, скажімо керма висоти, відхилення якої у бік протилежний відхиленню основного органу керування, дозволяє зменшити шарнірний момент.
Представлені німецькою фірмою Flettner, сервокомпенсатори раніше були відомі як планки Flettner. Сервокомпенсатори не є справжніми сервопристроями, оскільки в них не використовується негативний зворотний зв'язок, для утримання керувальних поверхонь в бажаному положенні; вони надають пілоту лише механічну перевагу.

## Планка сервокомпенсатора
Сервокомпенсатор (СК) переміщається в напрямку, протилежному бажаному руху певної керувальної поверхні. Він відхиляє повітряний потік, створюючи силу на всій поверхні керування, в потрібному напрямку. У СК є перевага важеля, оскільки він розташований далеко позаду осі шарніра поверхні керування, отож, його відхилення повітряним потоком, переміщує основну поверхню керування в протилежному напрямку, долаючи опір, створюваний зустрічним повітряним потоком, відхиленням головної поверхні керування. Це приводить до зниження зусилля, потрібного від пілота, для переміщення органів керування літаком.

## Проти-сервокомпенсатор
Анти-сервокомпенсатор (АСК) або планка анти-балансу, працює у спосіб, протилежний сервокомпенсатору. Він повертається в тому ж напрямку, як і основна поверхня керування, що ускладнює рух цієї поверхні та вимагає від пілота більших зусиль, котрі прикладаються до органів керування. Це може здатися безглуздим, але зазвичай використовується на літаках, де органи керування занадто легкі для льотчика, або літаку потрібна додаткова стійкість на цій осі руху. АСК служить переважно для того, щоби зробити органи керування важчими для пілота, а також для підвищення стійкості літака.